# Детская нагота

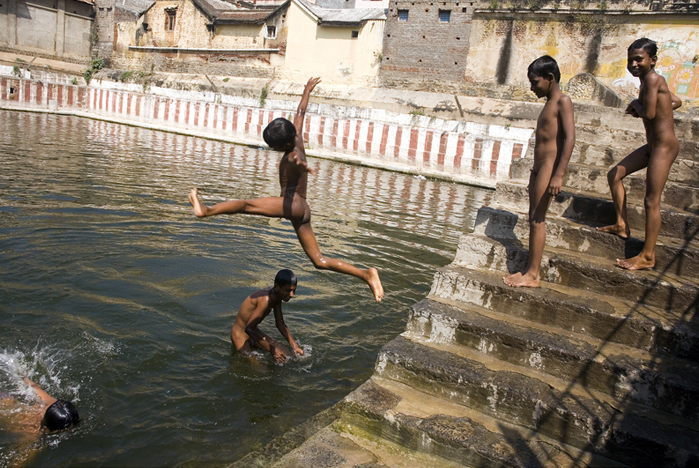
Мальчики нагишом купаются в священном резервуаре в Тируванамалае, Индия.

В современном обществе уместность детской наготы в разных социальных обстановках вызывает разногласия, и во всем мире существует множество расхождений в поведении. В зависимости от представлений о детской невинности и сексуальности в целом, общества могут считать социальную наготу до начала полового созревания нормальной, допустимой для однополых групп или неприемлемой.

## Детская нагота в культуре и обществе
Детская нагота — это состояние обнажённости ребёнка, рассматриваемое в различных культурных, правовых и художественных контекстах. Оценка и допустимость изображения или присутствия детской наготы существенно варьируется в зависимости от времени, географии, культурных норм и правовых систем.

### В истории искусства
Изображения обнажённых детей встречаются в произведениях античного и ренессансного искусства, часто в символическом или религиозном контексте. Например, младенец Иисус изображался нагим в многочисленных христианских иконографических традициях.

### В социокультурной перспективе
В некоторых культурах детская нагота считается естественной и не вызывает осуждения, особенно в контексте семейной жизни, купания, пляжа или медицинского ухода. В других — может восприниматься как табу или быть строго регламентированной.

### Юридические аспекты
Современное законодательство большинства стран предусматривает строгие ограничения на распространение изображений обнажённых детей с целью защиты от эксплуатации. Тем не менее, такие изображения могут быть допустимы в научном, медицинском или художественном контексте, при условии соблюдения соответствующих норм.

### Обсуждения и споры
В последние десятилетия ведутся дебаты между правозащитниками, художниками и законодателями о границах допустимого при изображении детской наготы. Критики указывают на риски сексуализации, в то время как защитники подчёркивают значение контекста и свободы выражения.

До окончания XX века нагота всех маленьких детей и мальчиков до начала полового созревания считалась в западной культуре несексуальной. За последние десятилетия случилось изменение в мнении тех, кто объединяет наготу с опытностью жестокого обращения с детьми и использованием, что некоторые называют моральной паникой. Некоторые поддерживают надобность в открытости и свободе для здорового развития ребёнка, что активно практикуется в обществах коренных народов Северной Европы и незападных стран, которые позволяют детям играть голышом на открытом воздухе.

## История

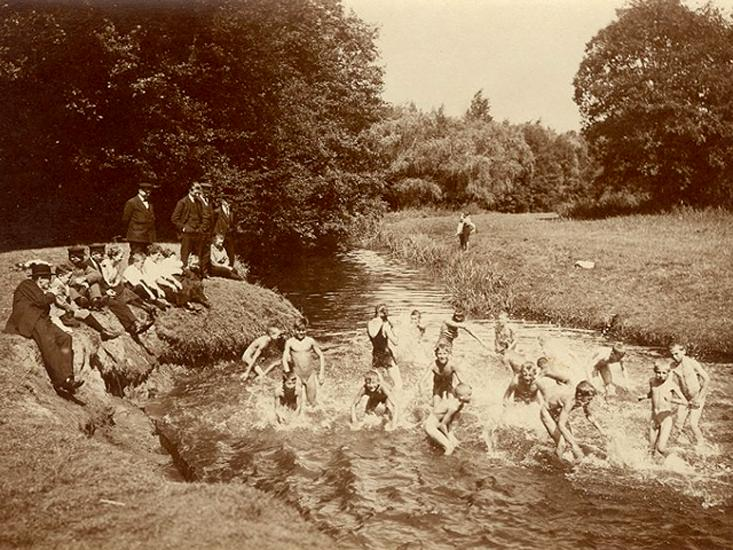
Мальчики купаются полностью обнажёнными, а девочки в купальных костюмах. Великобритания, 1910 год.

Степень личной конфиденциальности, которая сейчас считается нормальной, формировалась только в современную эпоху, в период средневековья семьи часто ночевали нагими в общей комнате.
Какое-либо чувство шока при виде обнаженных детей — появившееся недавно явление в западных обществах. Несмотря на скромность викторианской эпохи, раздетые дети считались абсолютно естественным и обычным явлением во многих случаях. Дети часто могли свободно бегать обнаженными в детской, а в Британии детей королевской семьи фотографировали обнаженными в 1920-х и 1930-х годах. Изображения нагих детей часто показывались во время показа рекламы мыла и в изобразительном искусстве. В 1891 году американский путешественник в Англии написал в письме обозревателю, что он не может взять свою маленькую дочь на пляж, потому что их окружают голые мальчики. Обозреватель ответил, что англичане не возражают против того, чтобы их дочери играли с голыми мальчиками до десяти лет, но в пятнадцать лет ставят границу. В Англии в межвоенный период (1918—1939) было создано несколько школ, которые практиковали утопическую образовательную программу, включающую совместное обучение и отсутствие одежды во время выполнения физических упражнений, и принятия солнечных ванн.

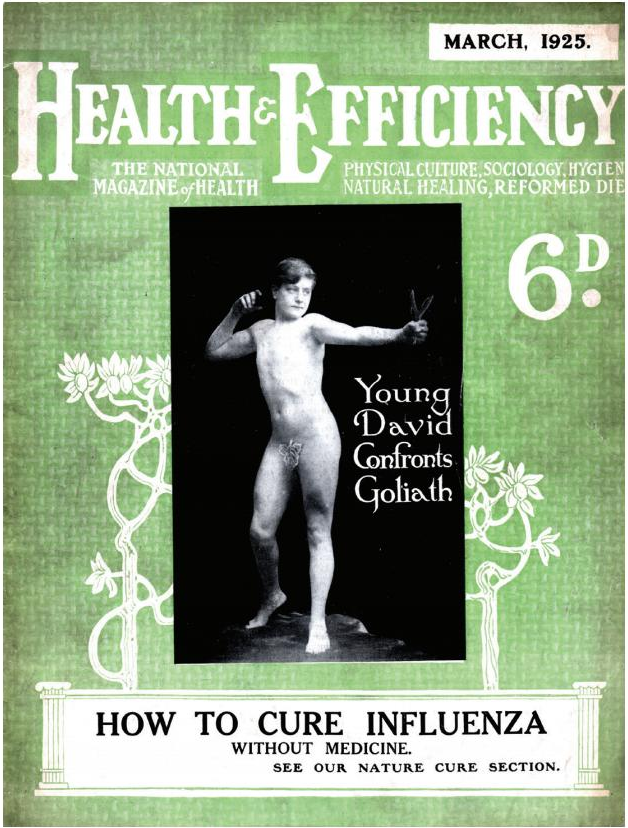
Дети были представлены в британских нудистских журналах в межвоенный период.

В 1909 году New York Times заявила, что на спортивных мероприятиях по плаванию в начальной школе самые младшие мальчики соревновались обнаженными после того, как обнаружили, что костюмы затормаживали их. На протяжении многих поколений купались голышом в открытой воде, что стало проблемой только тогда, когда урбанизация сделала это занятие более публичным. С 1880-х годов в крытых бассейнах запрещалось носить только мужские костюмы для того, чтобы поддерживать чистоту в воде. В первой половины 20-го века статьи, посвящённые преимуществом плаванья для здоровья, безопасности и полноценного отдыха публиковали в журналах и газетах; часто с фотографиями мальчиков, купающихся обнаженными. Во многих местах в Соединенных Штатах мальчики плавали обнаженными вплоть до 1970-х годов, когда школьные бассейны стали смешанными.
В эпоху, когда мальчики плавали обнажёнными, это редко разрешалось на совместных занятиях с девочками. В 1947 году суперинтендант школ приказал девочкам в возрасте от 9 до 13 лет в школе Свободы в Хайленд-Парке, штат Мичиган, носить купальники в ответ на протест матерей перед советом по образованию. Мальчики в школах в течение многих лет не носили плавки на уроках плавания, в то время как девочки просили также не носить их, чтобы иметь больше времени в бассейне. Следуя желаниям родителей, которые полагали, что девочкам следует вести себя скромнее, все члены правления не приняли такой запрос, утверждая, что «никаких моральных вопросов здесь нет».
Ещё в 1996 году YMCA придерживалась политики, которая разрешала очень маленьким детям сопровождать своих родителей в раздевалку любого пола, что вызывало сомнения некоторых медицинских работников. Современное решение заключается в том, чтобы предоставить отдельные семейные раздевалки.

## Моральная паника
Моральная паника — это «социальное движение против преувеличенной или сфабрикованной угрозы со стороны отдельных лиц или групп, которые, как считается, подрывают безопасность и безопасность общества». Сексуальность часто становится предметом моральной паники из-за несоответствия нормам сексуального поведения. Не отрицая существования педофилии, общественная реакция часто преувеличивалась в отношении её распространенности и характеристики угрозы как широко распространенной и организованной, как в теории заговора Пиццагейт. Обвинения в сексуальных домогательствах, связанные с обнажением тела в детских садах, распространились по всему миру в 1980-х годах, но их часто не подтверждали; они были основаны на неправильной методике опроса детей, использовании вводных вопросов и иногда принуждении для достижения желаемого результата. Тем не менее, термин «моральная паника» не следует использовать для утверждения, что социальная проблема не является реальной, как это иногда бывает.
В статье 2009 года для раздела «Дом» в New York Times Джули Шелфо взяла интервью у родителей относительно наготы маленьких детей дома в ситуациях, которые могут включать посетителей за пределами ближайшего дома. Ситуации варьировались от маленького ребёнка в возрасте 3-х лет, раздетого на крупном мероприятии, до использования бассейна на заднем дворе, который стал проблемой, когда в нём купались дети неудовлетворенных соседей. В то время как большинство комментариев читателей были за то, чтобы позволить детям быть детьми в возрасте до пяти лет, была упомянута возможная неудобность взрослых, которые считают, что такое поведение неподходящим. В то время как противники проявлений детской наготы ссылались на опасность педофилии, сторонники считали невинную наготу полезной в сравнении со сексуализацией детей на конкурсах красоты для малышей за счет применения макияжа и «вызывающих» нарядов.
Исследователь Стивен Ангелидес придерживается мнения, что социальное движение, направленное на решение проблемы сексуального насилия над несовершеннолетними, привело к непреднамеренным последствиям, укрепив общественное восприятие сексуальности до полового созревания как вымышленной, что мешает нормальному сексуальному развитию детей.

## Нагота коренных народов
Ещё 20 000 лет назад все люди были охотниками-собирателями, живущими в тесном контакте с окружающей их природой. Помимо совместного образа жизни, они большую часть времени были без одежды. В тропических частях Африки, Америки, Азии и Океании повседневная обнажённость стала меняться только сотни лет назад и остается актуальной для оставшихся коренных народов, практически не взаимодействующих с посторонними. Во многих скотоводческих обществах в более теплом климате взрослые могут быть одетыми минимально или без одежды во время работы, а дети — раздетыми.

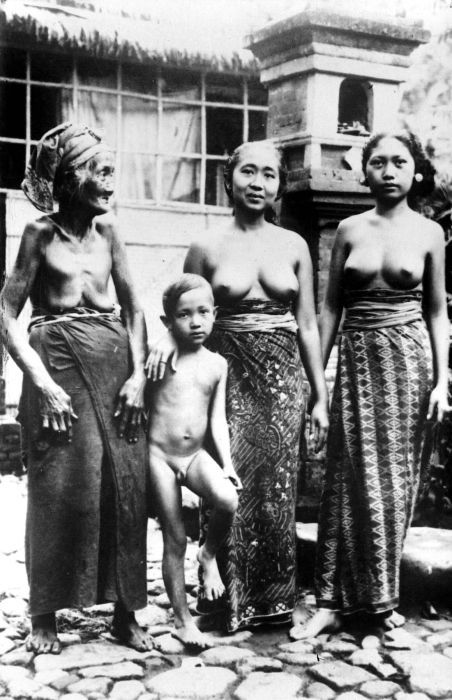
Групповой портрет балийской семьи (1929 г.)

В современных сельских деревнях Африки к югу от Сахары и мальчикам, и девочкам позволяют играть полностью без одежды, а женщины выводят грудь на свет, полагая, опираясь на убеждение, что значение голых тел не сводится к сексуальной привлекательности. В Лагосе, Нигерия, некоторые родители продолжают разрешать детям раздеваться до полового созревания. Теперь есть проблема с фотографированием незнакомцами, и они беспокоятся о педофилах, но родители хотят, чтобы у детей была такая же свобода, которую они помнят из собственного детства, и они росли с положительным образом тела.

## Этапы развития человека
В докладе об исследовании сексуального развития детей в Соединенных Штатах, опубликованном в 2009 году Национальной сетью детского травматического стресса, говорится, что дети проявляют естественный интерес к своему телу и телам других людей. В отчете советуется, чтобы родители изучили, что является нормальным в отношении наготы и сексуальности на различных этапах развития ребёнка, и воздерживались от чрезмерной реакции на поведение своих детей, связанное с наготой, если отсутствуют признаки проблемы (например, тревоги, агрессии или сексуальных контактов между детьми разного возраста или стадии развития). Общий совет для воспитателей — найти методы установления границ, не унижая ребёнка или не вызывая у него чувства стыда. Родителям и опекунам следует осознавать, что исследование ребёнком своего тела и тела других людей вызвано любопытством, а не чем-то, что сравнимо с взрослой сексуальностью.

### Раннее детство
Половое сознание начинается в раннем детстве и развивается параллельно с физическими и познавательными возможностями. У детей дошкольного возраста мало чувства скромности, и они будут искать телесного утешения, снимая одежду и прикасаясь к себе. Они интересуются различиями между мальчиками и девочками, и узнают главным образом по взгляду и по осязанию; желание увидеть и потрогать тела сверстников. Обычно они понимают различия между мальчиками и девочками, включая себя, к 3 или 4 годам. Они плохо понимают последствия своего поведения для других. С появлением опыта в использовании языка, они будут применять термины, которые слышали (либо вежливые, либо точные) для описания анатомических частей тела и их функций. В возрасте от четырёх до шести лет они будут задавать вопросы о функциях тела, пытаться увидеть других людей, когда они обнажены, и исследовать тела других людей своего возраста.
Здоровая сексуальная деятельность включает в себя такие игры, как игра в доктора, дом, имитация полового акта в одежде, взгляд на половые органы других детей или кратковременное касание их, сексуальные беседы и анекдоты, сексуальные игры и самоудовлетворение. Здоровое сексуальное поведение исследовательское и естественное, не вызывает сильных чувств гнева, страха или тревоги. Такое поведение иногда бывает между сверстниками или братьями и сестрами одинакового возраста, роста и уровня развития. Опекуны должны определить, когда поведение становится проблематичным и требует вмешательства. В некоторых семьях любое сексуальное поведение, такое как мастурбация, может рассматриваться как проблематичное или неприемлемое, хотя профессионалы обычно считают такое поведение нормальным.

### Дети школьного возраста
В возрасте от 7 до 12 лет дети обычно начинают ощущать потребность в уединении. Половое созревание наступает примерно в 10 лет и сопровождается множеством физических изменений, в том числе резким увеличением роста. Могут возникать социальные проблемы, связанные с индивидуальными различиями в сексуальном развитии детей одного возраста. Познание этих изменений зависит от предоставления достоверной информации и учебных материалов. Родители могут чувствовать неудобство, предоставляя такую информацию, в то время как их дети могут получать недостоверные сведения и ценности из фильмов, телевидения и интернета.
Ребята до подросткового возраста, обычно, поддерживают дружбу с другими детьми своего пола. Они могут играть в сексуальные игры, побуждаемые интересом и никак не связанные с сексуальной ориентацией. Родители могут ответить на такое поведение, давая советы, соответствующие возрасту, по социальным нормам.

### Поздний подростковый возраст
Половое созревание заканчивается примерно в 15 или 16 лет, в то время как когнитивное развитие продолжается до совершеннолетия, обычно в 18 лет.
Взаимодействие между подростками одного возраста обычно является нормой, если это не связано с принуждением или сексуальной мотивацией. В противном случае соответствие сексуального поведения зависит от традиций в семье и культурных норм в отношении физической близости, конфиденциальности, которую предоставляют детям, и открытости в отношении сексуальности.

## Обнажение в доме
Американская автор Бонни Раф жила в Амстердаме и США, воспитывая своих детей, и узнала, что голландские семьи, как правило, сталкиваются с наготой разных полов в семье ещё в детстве. В США такой опыт у детей вряд ли будет; семейная нагота обычно отсутствует или разделяется по полу. Американцы зачастую стараются не говорить о теле и сексе со своими детьми, включая и использование ими настоящих или точных названий частей тела и их функций. Тем не менее, формирование у детей правильного словарного запаса является частью их обучения, чтобы они умели правильно рассказать о неподходящих контактах. Кроме того, базовый словарный запас является отправной точкой для полового воспитания на протяжении всей жизни и не может быть отложен до подросткового возраста для тщательного изучения. Это усложняется тем, что большинство американских родителей сами не учились этому в детстве, поэтому они не могут стать образцами для подражания в правильном поведении. В Нидерландах половое воспитание начинается уже в 4 года, но многие сообщества в США не считают адекватным проведение полового воспитания в раннем детстве.

### Нагота родителей и детей

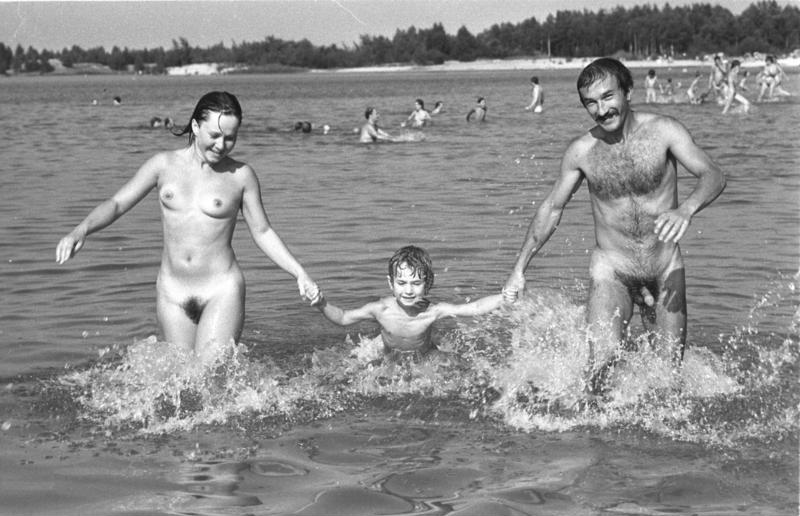
Нудистская семья на озере Зенфтенбергер-Зе в Восточной Германии (1980-е годы)

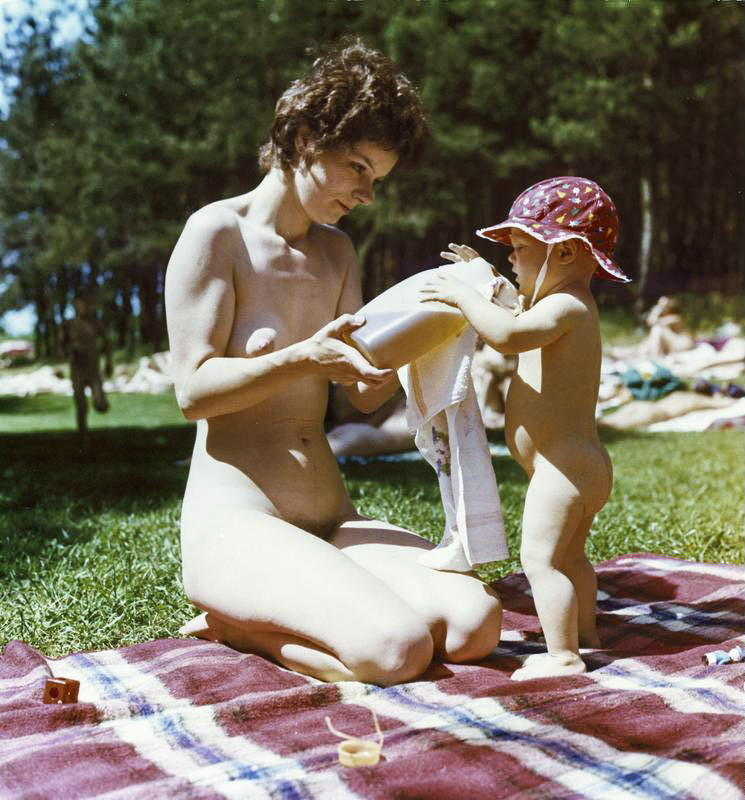
Нудистский пляж в Герцшпрунге, Германия (1983 г.)

В 1995 году Гордон и Шредер утверждали, что «нет ничего неправильного в том, чтобы купаться с детьми или иным образом появляться перед ними голыми», отметив, что это может дать родителям возможность предоставить важную информацию. Они подчеркнули, что в возрасте от пяти до шести лет у детей начинает просыпаться чувство стыда и рекомендовали родителям, которые хотят уважать желания своих детей, учитывать телесную скромность с этого возраста. В обзоре литературы 1995 года Пол Оками пришёл к выводу, что нет достаточных доказательств, связывающих воздействие наготы родителей с каким-либо негативным влиянием. Три года спустя его команда завершила 18-летнее продолжительное исследование, которое показало, что такое воздействие было связано с небольшими положительными эффектами, особенно для мальчиков. В 1999 году психолог Барбара Боннер рекомендовала избегать наготы дома, если дети заняты сексуальными играми, которые могут быть проблематичными. В 2019 году психиатр Леа Лис рекомендовала родителям уважать наготу как естественную часть семейной жизни, когда дети ещё маленькие, однако нужно соблюдать стыдливость, которая может возникнуть в период полового созревания.
В странах Северной Европы семейная нагота считается нормой, что учит с детства, что нагота не обязательно связана с сексом. Телесная скромность не является частью финской культуры из-за традиционного использования саун. В современной Японии родители и дети купаются вместе даже в подростковом возрасте, независимо от пола.

## Коммунальная нагота
В своем исследовании 1986 года о влиянии социальной наготы на детей Смит и Спаркс пришли к выводу, что «видение обнажённого тела далеко не навредит психическому здоровью; скорее, это либо безвредно, либо даже может принести пользу вовлеченным лицам».

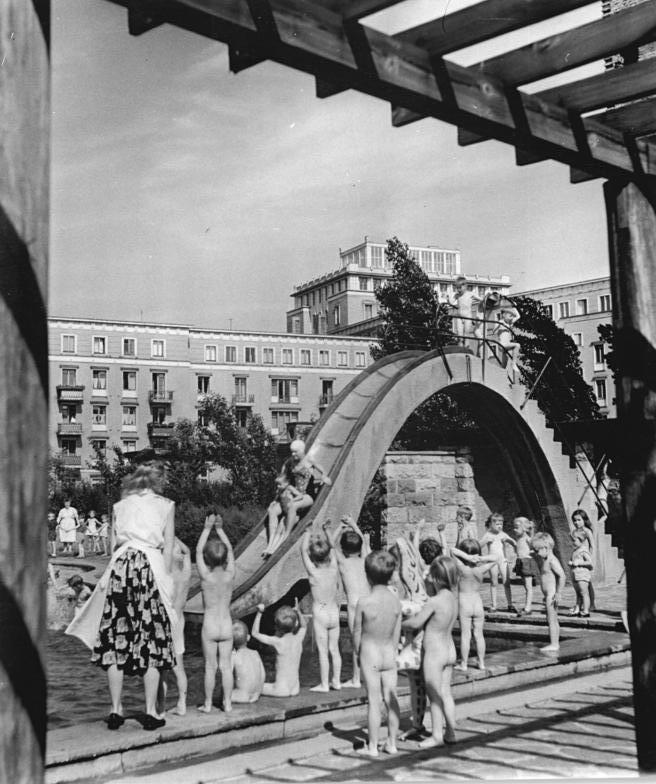
Купание в центре Восточного Берлина, Восточная Германия (1958 г.)

Позиция натуризма заключается в том, что дети являются «нудистами по душе» и что натуризм способствует здоровому развитию. Многие современные психологи согласны с тем, что дети могут извлекать пользу из открытой среды, где тела людей, таких же как они, обоих полов, не являются тайной. Тем не менее, о спорной теме того, должны ли дети и взрослые быть обнаженными, существует меньше согласия. В то время как некоторые врачи придерживаются мнения, что некоторое воздействие на детей наготы взрослых (особенно наготы родителей) может быть полезным для здоровья, другие, особенно Бенджамин Спок, не согласны с этим. Позже точку зрения Спока приписали затяжному влиянию фрейдизма на медицинскую профессию.

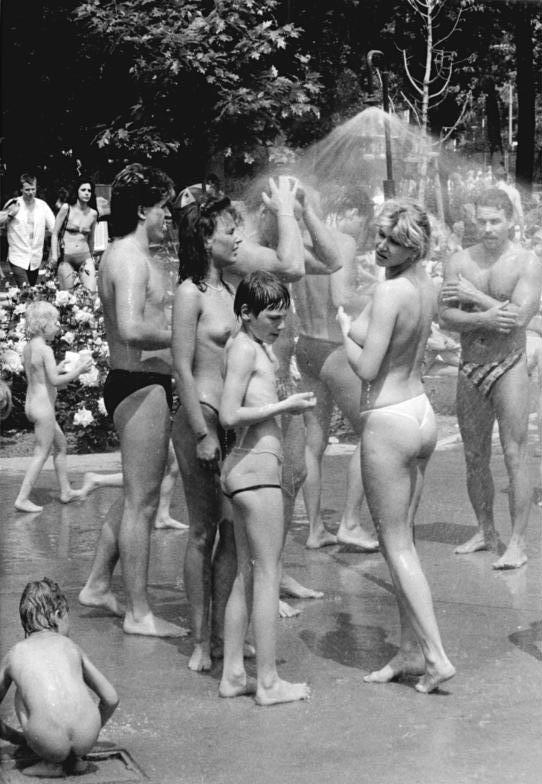
Душ в парке развлечений в Берлине, Германия (1987)

### Нагота в группе сверстников
В обществе находятся разные правила, дотягивающиеся до того, чтобы дети одного возраста были раздетыми вместе, когда это необходимо, к примеру, при переодевании или мытье. В очень молодом возрасте это могут быть смешанные гендерные группы; с половой сегрегацией, начинающейся в период полового созревания или до него. К девушкам могут применяться другие нормы, исходя из того, что они более скромны.

#### Детские сады и школы

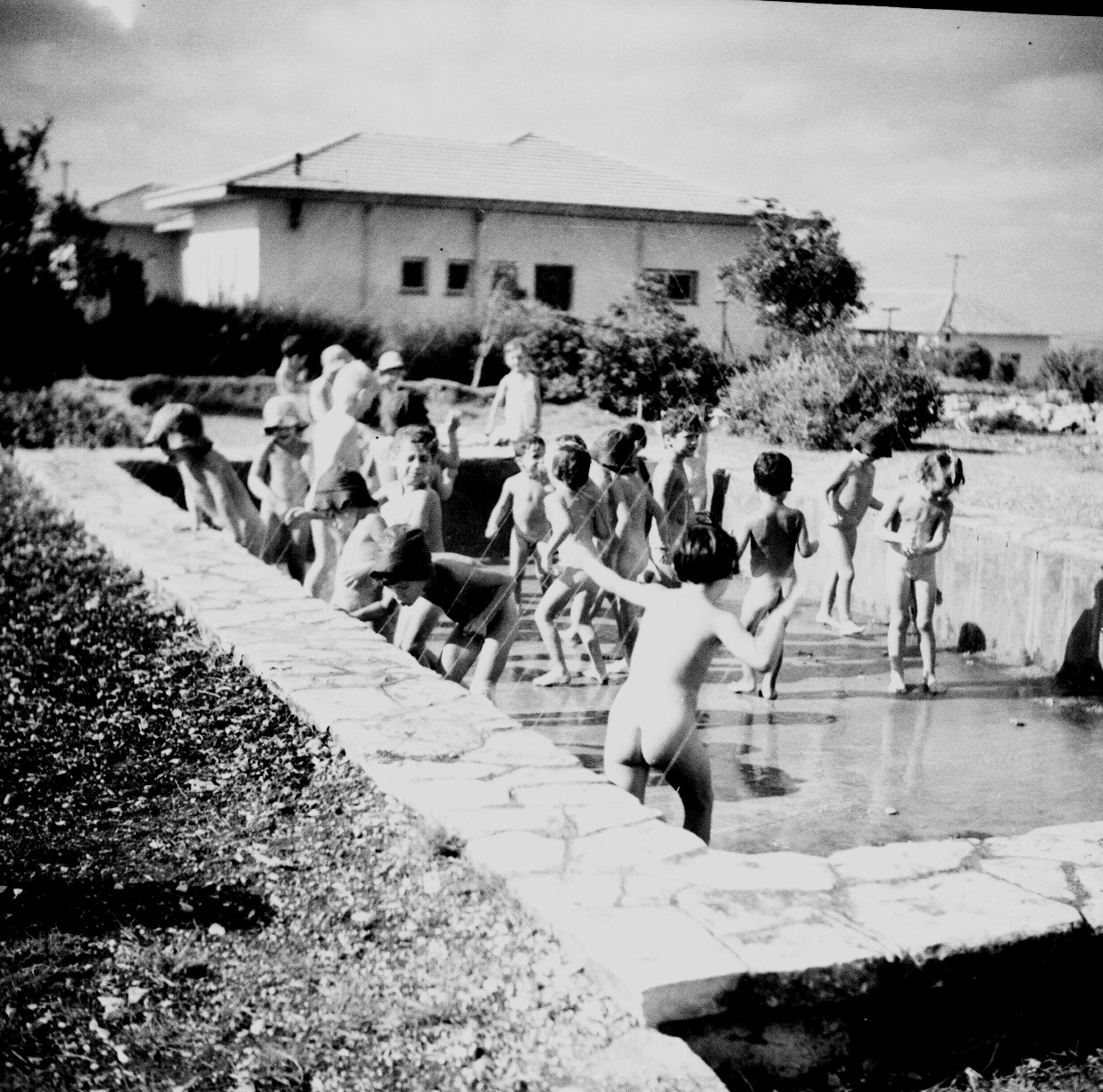
Фонтан в Израиле (между 1947 и 1950 гг.)

Нормальное поведение очень маленьких детей может стать проблемой вне дома. Садики в Дании традиционно допускали наготу и сексуальность детей дошкольного возраста до начала 2000-х годов, однако возникли разногласия из-за вероятности уличения не только воспитателей, но и остальных детей в неуместном поведении или жестокости.
В Новой Зеландии персонал школы сталкиваются с различными мнениями между теми, кто считает, что дети сексуальны с учётом возраста, начиная от периода полового созревания, и теми, кто считает, что дети не имеют сексуальности до достижения половой зрелости. С первой точки зрения поведение, связанное со сексом, можно рассматривать как обычную игру; согласно последней точке зрения, любая детская сексуальность считается сверх жестокого обращения, что может включать в себя навешивание ярлыка на отдельного ребёнка как насильника.

К 1990-м годам общие душевые в американских школах стали «неудобными» не только потому, что ученики привыкли к большему уединению дома, но и потому, что юные люди стали более стеснительными вследствие сопоставления с нарисованными изображениями безупречных фигур в СМИ. Тенденция к приватности распространяется на государственные школы, коллегии и публичные учреждения, заменяя «коллективные душевые» и открытые раздевалки индивидуальными кабинками и раздевалками. Исследование школ в Англии, проведенное в 2014 году, показало, что 53 % мальчиков и 67,5 % девочек не принимали душ после уроков физкультуры (ФВ). Другие исследования утверждают, что уклонение от принятия душа, хотя часто связано с тем, что он оказывается голым наравне со своими сверстниками, также связано с меньшей силой физической активности и упражнений спорта.

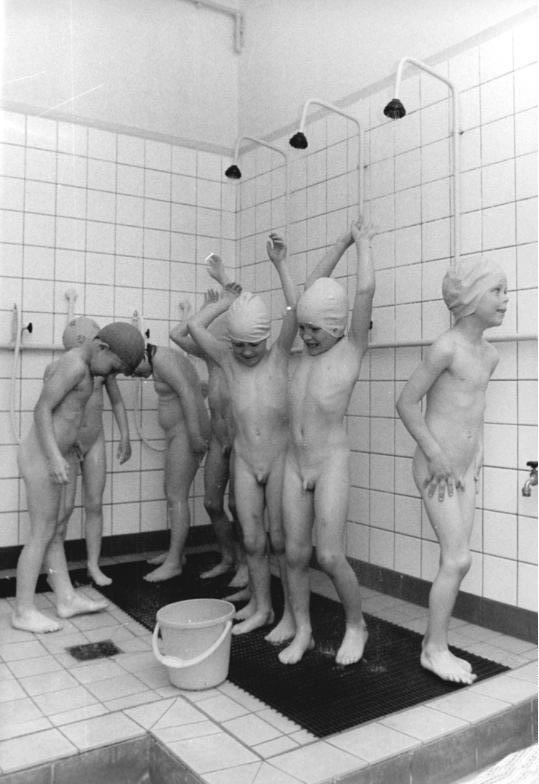
Общие душевые в восточногерманском детском саду (1987 г.)

Изменения в отношении произошли в общинах, которые исторически были открытыми для наготы. В Нидерландах до 1980-х годов дети до 12 лет пользовались в школе общественными душевыми для мужчин и женщин. В 2000-х годах некоторые принимают душ в купальнике. В Дании учащиеся старших классов теперь избегают мыться после занятий физкультурой. В интервью студенты упомянули отсутствие личного пространства, боязнь осуждения по идеализированным стандартам и возможность быть сфотографированными голыми. Аналогичные результаты были получены в школах Норвегии.

## Половое воспитание
В опросе, осуществленном в 2018 году преимущественно белыми студентами колледжей из среднего класса в Соединенных Штатах, только 9,98 % женщин и 7,04 % мужчин сообщили, что видели реальных людей (взрослых или других детей) в качестве своего первого опыта наготы в детстве. Многие из них были случайными (зашли к кому-то) и, скорее всего, запомнились женщинам как негативные. Только 4,72 % женщин и 2 % мужчин сообщили, что видели обнаженные изображения в рамках полового воспитания. Большинство как женщин (83,59 %), так и мужчин (89,45 %) сообщили, что их первое изображение наготы было в кино, на видео или других средствах массовой информации.
В целом США остаются однозначно пуританскими в своих моральных суждениях по сравнению с другими западными, развитыми странами . По состоянию на 2015 год 37 штатов США требовали, чтобы учебные программы по половому воспитанию включали уроки воздержания, а 25 требовали, чтобы подчеркивался подход «просто скажи нет». Исследования показывают, что раннее и полное половое воспитание не увеличивает вероятность начала половой жизни, но в целом приводит к улучшению состояния здоровья.
Учебники по здоровью в финских средних школах подчеркивают нормальность несексуальной наготы в саунах и спортзалах, а также открытость к соответствующему выражению развивающейся сексуальности. В Нидерландах также существует открытое и всестороннее половое воспитание, которое начинается уже в возрасте 4 лет. Помимо хороших результатов в отношении здоровья, программа способствовала гендерному равенству. Маленькие дети в Нидерландах часто играют обнаженными на открытом воздухе или в общественных бассейнах. Это продолжается, хотя теперь родители должны быть более бдительными в отношении фотографирования незнакомцами. Голландские иллюстрированные книги для детей изображают обнаженные тела, когда это уместно.
Tous à Poil! (Все раздеваются!), Французская книжка с картинками для детей, была впервые опубликована в 2011 году с заявленной целью представить взгляд на наготу в противовес медийным изображениям идеального тела, но вместо этого изобразить обычных людей, плавающих обнаженными в море, включая учителя и полицейского. Попытки Союза за народное движение исключить книгу из школ побудили французских книготорговцев и библиотекарей провести обнаженную акцию протеста в поддержку точки зрения книги.
В рамках научной программы на норвежском общественном телевидении (NRK) сериал о половом созревании, предназначенный для детей в возрасте 8-12 лет, включает в себя подробную информацию и изображения репродукции, анатомии и изменений, которые являются нормальными с приближением полового созревания. Вместо диаграмм или фотографий видео были сняты в раздевалке с живыми обнаженными людьми всех возрастов. Ведущий, врач, спокойно относится к тщательному осмотру и прикосновению к соответствующим частям тела, включая гениталии. Хотя в видеороликах отмечается, что возраст согласия в Норвегии составляет 16 лет, воздержание не подчеркивается. В последующем сериале для подростков и молодых людей были завербованы реальные люди, чтобы заняться сексом по телевидению в противовес нереалистичным представлениям в рекламе и порно. В эпизоде датского телешоу для детей 2020 года пятеро обнаженных взрослых были представлены аудитории в возрасте 11-13 лет с уроком «нормальные тела выглядят так», чтобы противостоять изображениям идеальных тел в социальных сетях.
В отчете CDC за 2009 год, сравнивающем сексуальное здоровье подростков во Франции, Германии, Нидерландах и Соединенных Штатах, сделан вывод о том, что если бы США внедрили всестороннее половое воспитание, подобное трем европейским странам, это привело бы к значительному сокращению подростковых беременностей и абортов. и уровень заболеваний, передающихся половым путем, и сэкономить сотни миллионов долларов.

## Фотографии
До конца XX века нагота детей использовалась в фотографии, рекламе и фильмах, чтобы вызвать у детей положительные ассоциации с невинностью. Это было особенно верно для мальчиков: фильм Уолта Диснея «Поллианна» в 1960 году начинался со сцены, где мальчики нагишом купались в реке, что в то время соответствовало беззаботному характеру истории маленького городка Америки 1910-х годов.
На протяжении десятилетий гордые родители делали и делились фотографиями своих младенцев и маленьких детей обнаженными. В течение последних десятилетий до появления цифровой фотографии лаборатории, обрабатывающие фотографии с пленок, могли сообщать о них в полицию как о возможных доказательствах жестокого обращения с детьми, при этом некоторые обвинения были выдвинуты, но лишь немногие были подтверждены. В настоящее время политика Facebook удаляет все обнаженные изображения детей со своего веб-сайта не на основании указания на насилие, а на основании возможности насилия со стороны других. Законы о детской порнографии в Соединенных Штатах (18 Кодекса США § 2251) запрещают только изображение откровенно сексуального поведения с участием любого лица моложе 18 лет, хотя то, что представляет собой «явно сексуальное поведение», может быть открытым для толкования.

## Детская нагота в искусстве и иллюстрациях

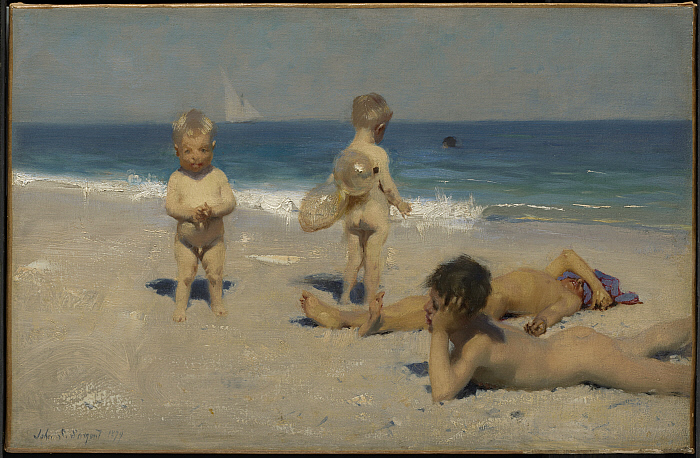
«Купание неаполитанских детей» (1879)
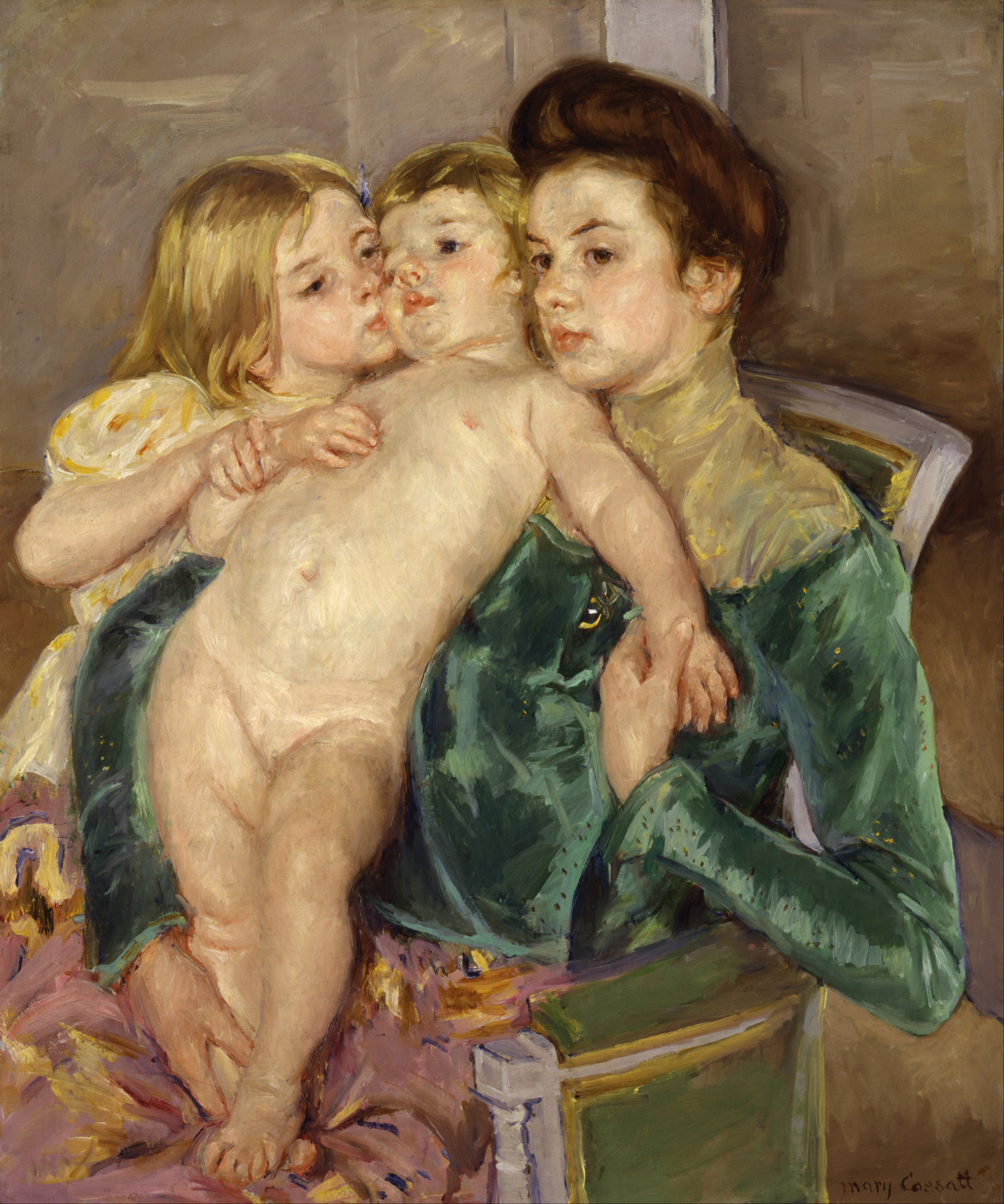
«The Caress» (1902)
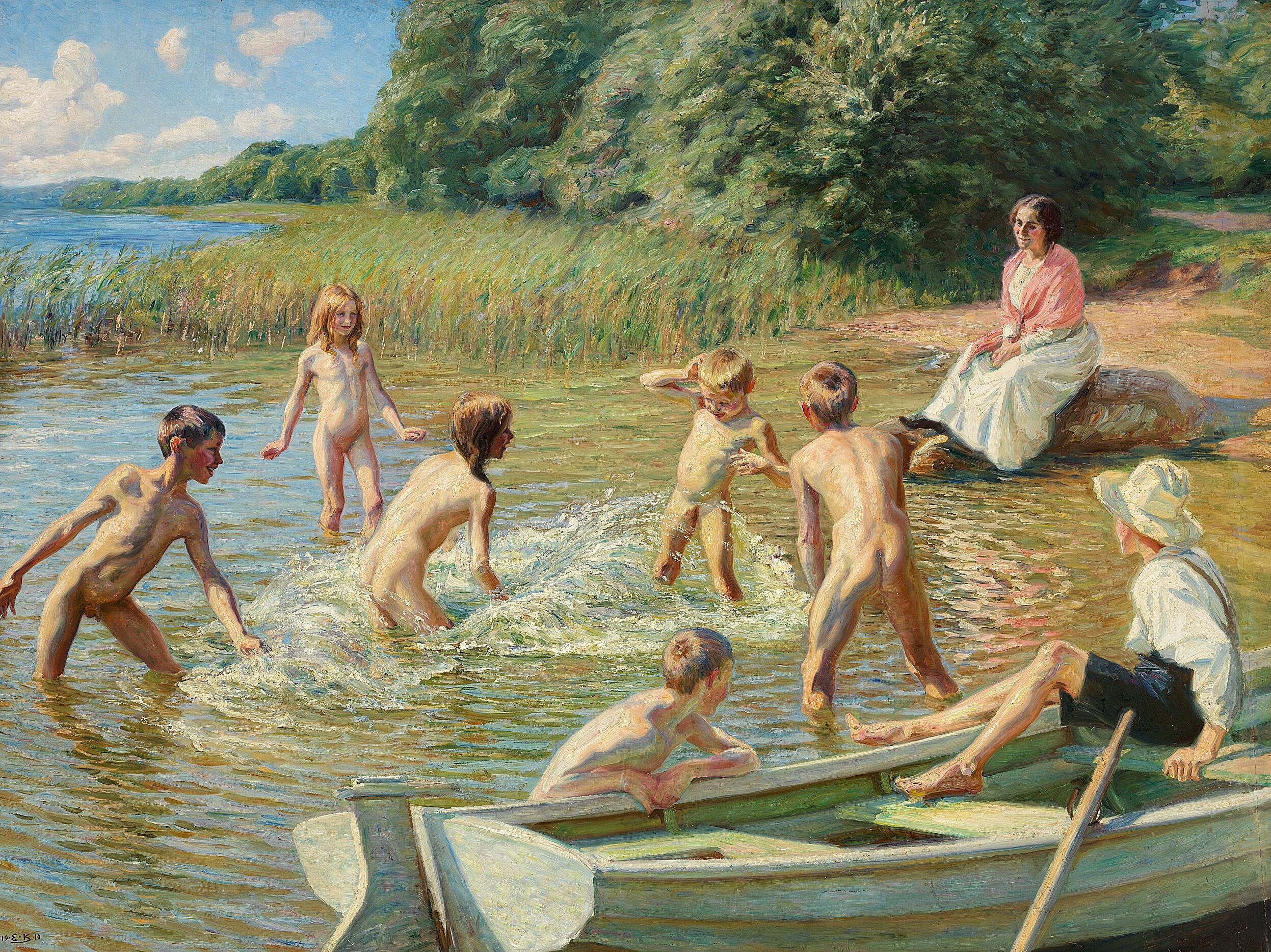
«Дети купаются возле гребной лодки» (1910 г.)
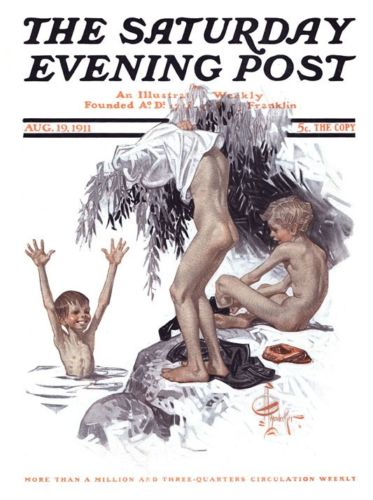
Обложка субботней вечерней почты